# Yoriko Okamoto
Yoriko Okamoto (japanisch 岡本 依子 Okamoto Yoriko; * 6. September 1971 in Kadoma) ist eine ehemalige japanische Taekwondoin.

## Karriere
Yoriko Okamoto sicherte sich bei den Asienmeisterschaften 1994 in Manila und 1996 in Melbourne jeweils Bronze in der Gewichtsklasse bis 65 Kilogramm. Zudem gewann sie in dieser Klasse 1998 in Ho-Chi-Minh-Stadt Silber, wie auch 2006 in Bangkok in der Klasse bis 67 Kilogramm. Bei den Asienspielen 1998 in Bangkok wurde sie in der Klasse bis 60 Kilogramm Dritte. Dreimal nahm Okamoto an Olympischen Spielen teil: 2000 traf sie in Sydney in der Gewichtsklasse bis 67 Kilogramm, nach einem Auftaktsieg in der ersten Runde, im Viertelfinale auf Trude Gundersen, der sie mit 4:7 unterlag. In der anschließenden Hoffnungsrunde gewann sie ihre beiden Kämpfe und erhielt so die Bronzemedaille. Bei den Olympischen Spielen 2004 in Athen, bei denen sie in der Gewichtsklasse über 67 Kilogramm antrat, unterlag sie sowohl in der ersten Runde des Hauptwettbewerbs als auch der Hoffnungsrunde. 2008 scheiterte sie wiederum in der Klasse bis 60 Kilogramm in der ersten Runde. 2009 beendete sie ihre Karriere.